# بن عشیبه شلیه
بن عشیبه شلیه (به عربی: بن عشیبة شلیة) یک شهرداری در الجزایر است که در استان سیدی بلعباس واقع شده‌است.